# Гебзател
Гебзател (њем. Gebsattel) општина је у њемачкој савезној држави Баварска. Једно је од 58 општинских средишта округа Ансбах. Према процјени из 2010. у општини је живјело 1.833 становника. Посједује регионалну шифру (AGS) 9571152.

## Географски и демографски подаци
Гебзател се налази у савезној држави Баварска у округу Ансбах. Општина се налази на надморској висини од 378 метара. Површина општине износи 19,1 km². У самом мјесту је, према процјени из 2010. године, живјело 1.833 становника. Просјечна густина становништва износи 96 становника/km².